# Carlo Marsuppini
Carlo Marsuppini, né sans doute en 1398, soit à Arezzo, patrie de son père, soit à Gênes, patrie de sa mère, et mort le 24 avril 1453 à Florence, est un humaniste et homme d'État italien du XVe siècle.

## Biographie
Gregorio, le père de Carlo Marsuppini, diplômé de droit civil à l'Université de Bologne en 1389, s'était mis au service du maréchal Boucicaut, gouverneur de Gênes et de Savone au nom du roi de France Charles VI de 1401 à 1409. Mais en 1409 les Génois se soulevèrent et chassèrent les Français ; la famille émigra alors à Florence. Gregorio reçut la citoyenneté florentine, étendue à ses frères et descendants, en 1431, pour avoir contribué à déjouer une conjuration contre la domination de la république de Florence sur Arezzo. C'était un homme riche, qui prêta notamment de grosses sommes à Palla Strozzi. Il mourut le 12 février 1445 (n. st.).
Carlo suivit les cours de latin et de grec de Guarino Guarini. Il fut notamment l'ami de Giannozzo Manetti, s'intégra comme lui dans le cercle lettré de Niccolò Niccoli et d'Ambrogio Traversari, et donc aussi de Cosme de Médicis. Il devint précepteur de ses fils Pierre et Jean. En 1430, il suivit Cosme et les siens, avec aussi Niccolò Niccoli, quand ils quittèrent Florence pour fuir la peste. En 1431, il accompagna le jeune Pierre de Médicis à Rome à l'occasion de l'élection du pape Eugène IV ; une lettre d'Ambrogio Traversari à Niccoli nous apprend qu'il rentra à Florence le 23 juillet en y apportant de nombreux livres latins et grecs que Cosme avait fait acheter pour Traversari.
En 1430, Marsuppini enseignait sans doute déjà au Studio ; il y fut confirmé le 23 octobre 1431, comme professeur de rhétorique, de poésie et de grec, avec un salaire de 140 florins, très supérieur à celui de tous ses collègues. Ce contrat fut renouvelé le 5 octobre 1435. Une forte inimitié l'opposa longtemps à François Philelphe (ennemi de Cosme de Médicis, dont Marsuppini était très proche), mais ils se réconcilièrent semble-t-il en 1450.
Preuve du rôle très important que Marsuppini joua dans le milieu humaniste florentin à partir des années 1430 : en 1433, Lorenzo Valla demanda à trois personnes, lui, Ambrogio Traversari et Leonardo Bruni, de relire son De vero bono avant publication ; Marsuppini lui répondit par une lettre du 12 septembre.
Après la mort de Leonardo Bruni (9 mars 1444), il fut nommé chancelier de la république de Florence (5 avril). Il fut renouvelé annuellement à ce poste jusqu'au 5 avril 1453, quelques jours avant sa mort, et fut remplacé par Poggio Bracciolini (27 avril). Dans cette charge devenue surtout honorifique sous la dictature de fait de Cosme de Médicis, Marsuppini se signala principalement par la grande élaboration rhétorique apportée à la correspondance d'État. Le 30 janvier 1452, il accueillit officiellement dans la cité l'empereur Frédéric III, prononçant un discours en latin et recevant du souverain le titre de comte palatin.

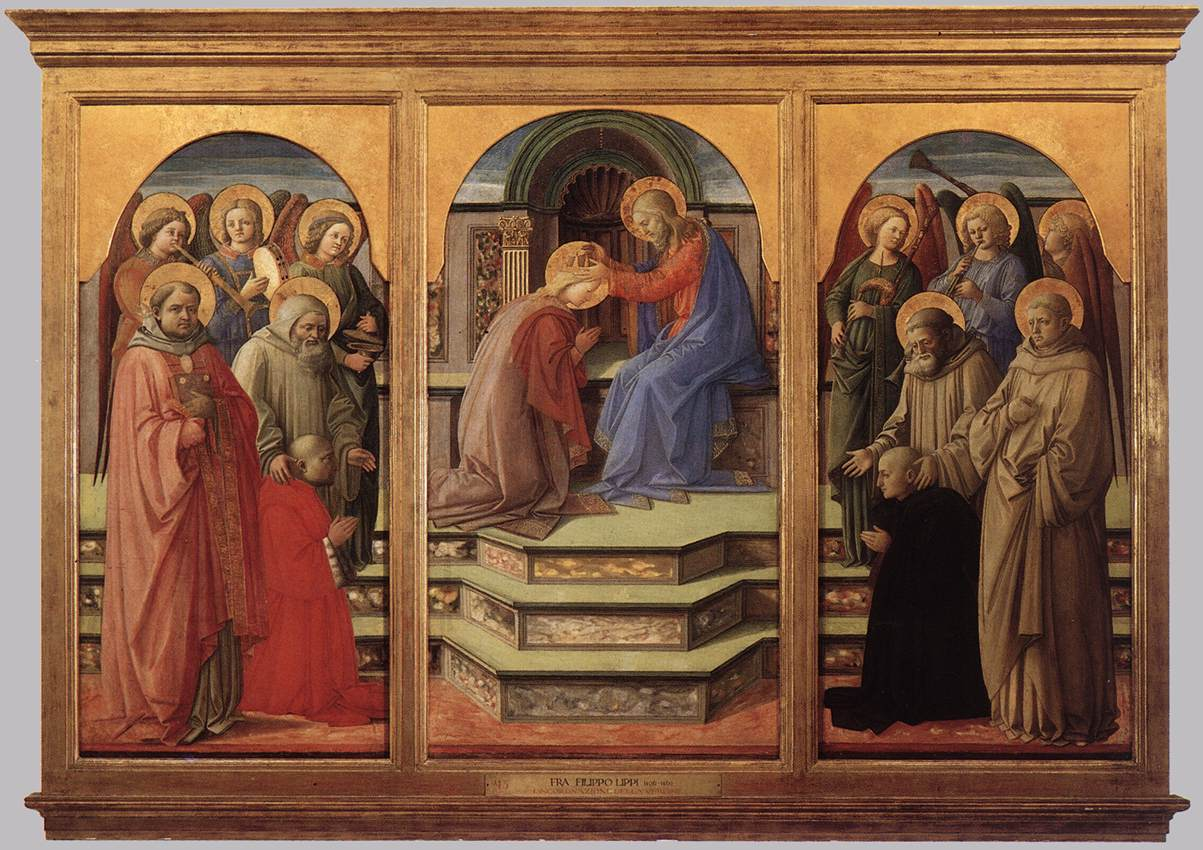
Le Couronnement Marsuppini de Fra Filippo Lippi

Il portait aussi le titre de « secrétaire du pape », attesté dans un document de 1441, confirmé par Nicolas V en 1452, mais ce fut un titre purement honorifique. À sa mort, il fut inhumé dans l'église Santa Croce (sur le côté gauche, en face de Leonardo Bruni). Les ambassadeurs du pape, du roi de France et du duc de Milan avaient assisté aux funérailles. Son élève Cristoforo Landino aspirait à lui succéder dans sa chaire du Studio, mais il n'eut le poste qu'en 1458.
Après la mort de son père (1445), il avait commandé à Fra Filippo Lippi un Couronnement de la Vierge (dit Couronnement Marsuppini), où il figure comme commanditaire en prière, à l'origine destiné à l'église San Bernardo d'Arezzo, ensuite déplacé dans le réfectoire du couvent voisin des Olivétains (aujourd'hui à la pinacothèque de Vatican).

## Œuvre
Carlo Marsuppini traduisit en vers latins la Batrachomyomachie (1429/30) et les chants I et IX de l'Iliade (travail terminé en 1452), des versions qui eurent un très grand succès dans les décennies suivantes (pour la Batrachomyomachie, environ 70 manuscrits connus, et ensuite très tôt des éditions imprimées). Il traduisit aussi le discours À Nicoclès d'Isocrate. On conserve aussi de lui une douzaine de poèmes latins, surtout des éloges de contemporains comme Leonardo Bruni ou Poggio Bracciolini. Il est également l'auteur de discours latins (particulièrement la Consolation envoyée en 1433 à Cosme de Médicis et à son frère Laurent pour la mort de leur mère Piccarda de Bueri). Parmi ses lettres, il faut distinguer les lettres privées (conservées en petit nombre, une dizaine), et les lettres officielles qu'il a rédigées en sa qualité de chancelier.